# Frankixalus jerdonii
Frankixalus jerdonii es una especie de anfibio anuro de la familia Rhacophoridae que habita en el noreste de India y, posiblemente, también en Nepal.